# Liste des universités à Hô Chi Minh-Ville
 (mars 2025).
Si vous disposez d'ouvrages ou d'articles de référence ou si vous connaissez des sites web de qualité traitant du thème abordé ici, merci de compléter l'article en donnant les références utiles à sa vérifiabilité et en les liant à la section « Notes et références ».
Il y a plus de 50 universités et écoles supérieures avec 300 000 étudiants. Il y a aussi plus que 100 écoles de second degré à Hô Chi Minh-Ville. C’est la liste des universités à Hô Chi Minh-Ville :

## L'Université nationale de Hô Chi Minh-Ville
- Université polytechnique de Hô Chi Minh-Ville
- Université des sciences naturelles de Hô Chi Minh-Ville
- Université des sciences sociales et humanités de Hô Chi Minh-Ville
- Université internationale d'Hô Chi Minh-Ville
- Université de technologie informatique de Hô Chi Minh-Ville
- Université d'économie et droit de Hô Chi Minh-Ville

## Universités publiques
- Université de technologie et d'éducation de Hô Chi Minh-Ville (Trường Đại học Sư phạm Kỹ thuật Thành phố Hồ Chí Minh)
- Université d'agriculture et sylviculture de Hô Chi Minh-Ville
- Université d'architechture de Hô Chi Minh-Ville
- Université de culture de Hô Chi Minh-Ville
- Université de banque de Hô Chi Minh-Ville
- Université des beaux-arts de Hô Chi Minh-Ville
- Université de droit d'Hô Chi Minh-Ville
- Université d'économie de Hô Chi Minh-Ville
- Université de finance et commercialisation
- Université d'industrie de Hô Chi Minh-Ville
- Université de médecine Pham Ngoc Thach
- Université de pharmacie et médecine d'Hô Chi Minh-Ville
- Université de pédagogie de Hô Chi Minh-Ville
- Université ouvert de Hô Chi Minh-Ville
- Université des ressources naturelles et de l'environnement de Hô Chi Minh-Ville
- Université de transport de Hô Chi Minh-Ville
- Université de Saïgon
- Université des sports et gymnastics de Hô Chi Minh-Ville
- Université de technologie alimentaire de Hô Chi Minh-Ville
- Université vietnamienne-allemande (Vietnamese-German University)

## Universités privées
- FPT University
- Université Hoa Sen
- Université Hông Bang
- Université Hung Vuong
- Université Nguyên Tât Thanh
- Université Tôn Duc Thang
- Université Van Hiên
- Université Van Lang
- RMIT Hô Chi Minh-Ville
- Université d'économie et de finance de Hô Chi Minh-Ville
- Université des langues étrangères et de technologie informatique de Hô Chi Minh-Ville

## Autres établissements d'enseignement supérieur
- Académie d’Aviation vietnamienne
- Conservatoire de Hô Chi Minh-Ville
- Institut de poste et télécommunication de Hô Chi Minh-Ville
- Institut national d’administration
- Deuxième campus de Université de commerce extérieur
- Deuxième campus de Université de ressource hydrique
- Deuxième campus de Université de travail et des affaires sociales
- Deuxième campus de Université de transport